# Uruguay aux Jeux olympiques d'été de 1928
La participation de l’Uruguay aux Jeux olympiques d'été de 1928, à Amsterdam, est la seconde de son histoire olympique. En vérité, la délégation uruguayenne est exclusivement masculine et constituée de 17 athlètes qui sont tous des footballeurs. C’est en effet uniquement en football que l’Uruguay entend briller. Et ce sera chose faite puisque ses représentants conquièrent balle au pied le titre olympique pour la seconde fois, après celui de 1924. Grâce à ce succès, la délégation uruguayenne se classe à la 24e place au rang des nations.

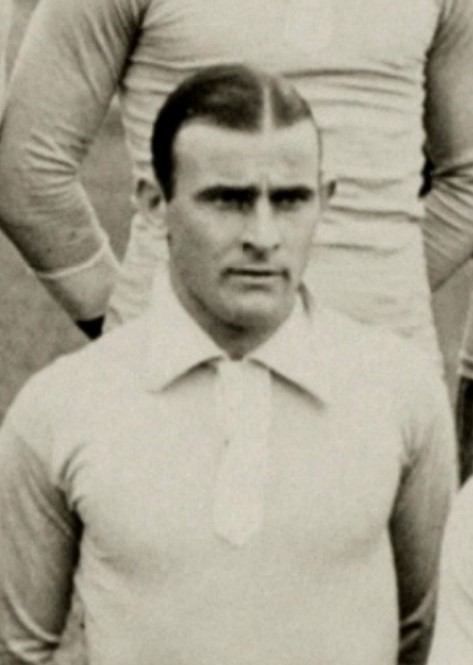
Pedro Petrone auteur de 3 buts en quart de finale et d'un but en finale.

## Les médaillés uruguayens
| Médaille                       | Nom | Sport    | Compétition |
| ------------------------------ | --- | -------- | ----------- |
| Médaille d'or, Jeux olympiques | José Andrade Juan Peregrino Anselmo Pedro Arispe Juan Arremón Venancio Bartibás Fausto Batignani René Borjas Antonio Campolo Adhemar Canavesi Héctor Castro Pedro Cea Lorenzo Fernández Roberto Figueroa Alvaro Gestido Andrés Mazali Ángel Melogno José Nasazzi Pedro Petrone Juan Piriz Hector Scarone Domingo Tejera Santos Urdinarán | Football |             |

## Sources
- (fr) Bilan de l’Uruguay sur le site du Comité international olympique
- (en) Bilan complet sur le site olympedia.org
- (en) Uruguay aux Jeux olympiques d'été de 1928 sur SR/Olympic sports